# Life (periodico)
Life è stata una rivista statunitense pubblicata dal 1883 al 2007. Entrata nella storia del giornalismo con servizi come quello sullo sbarco in Normandia, sotto la direzione di John G. Morris e le foto di Robert Capa che documentarono l'evento.

## Storia
Fu pubblicata tra il 1883 e il 1936 come rivista umoristica che trattava argomenti di interesse generale. Nel 1936 il fondatore della rivista Time, Henry Luce, la trasformò in un magazine imperniato principalmente sul foto giornalismo. Life venne pubblicato come settimanale fino al 1972, come "speciale" senza una cadenza fissa sino al 1978, come mensile dal 1978 al 2000 e come supplemento settimanale dal 2004 al 2007.

Il 3 aprile 2024 è stato annunciato il ritorno in edicola della storica rivista a partire dal 2025.

## Influenza culturale
- I sogni segreti di Walter Mitty racconta le vicende di un impiegato della rivista che lavora nell'archivio dei negativi e si trova a dover recuperare il negativo per l'ultima copertina di Life prima del definitivo passaggio alla versione digitale del periodico. Nel film la foto dell'ultima copertina ritrae lo stesso Walter Mitty, mentre nella realtà l'ultimo numero mostrava il busto degli ex presidenti americani John Fitzgerald Kennedy e Lyndon Johnson.[2]